# 플레이스테이션 홈
플레이스테이션 홈(PlayStation Home)은 플레이스테이션 네트워크(PSN)의 플레이스테이션 3(PS3)용으로 소니 컴퓨터 엔터테인먼트의 런던 스튜디오에서 개발한 가상 3D 소셜 게임 플랫폼이다. PS3의 크로스미디어바(XMB)에서 액세스할 수 있었다. 회원 가입은 무료였지만 PSN 계정이 필요했다. 설치 시 사용자는 홈용으로 예약할 하드 디스크 공간을 선택할 수 있다. 서비스 개발은 2005년 초에 시작되어 2008년 12월 11일에 오픈 베타 버전으로 출시되었다. 홈은 2015년 3월 31일 종료될 때까지 영구 베타 버전으로 유지되었다.
홈을 통해 사용자는 현실적으로 정리할 수 있는 맞춤형 아바타를 만들 수 있었다. 각 아바타에게는 사용자가 무료, 구매 또는 획득한 아이템으로 꾸밀 수 있는 개인 아파트가 제공되었다. 사용자는 소니와 파트너가 자주 업데이트하는 홈 월드를 여행할 수 있다. 공공 공간은 전시, 오락, 광고, 네트워킹을 위해 만들어졌다. 홈 광고의 주요 형태에는 공간 자체, 비디오 화면, 포스터 및 미니 게임이 포함되었다. 홈에서는 또한 다양한 싱글 및 멀티플레이어 미니 게임을 선보이고 다양한 특별 이벤트를 주최했으며 그 중 일부는 플레이어에게 상품을 제공했다. 사용자는 획득한 아이템을 사용하여 아바타나 아파트를 더욱 맞춤 설정할 수 있다.

## 같이 보기
- 메타버스
- 세컨드 라이프
- 액티브 월드